# چشم‌ها
چشم‌ها یک فیلم مستند به کارگردانی محمدرضا فرطوسی است.
مستند چشم‌ها داستان چگونگی ایجاد انقلاب یمن از طریق عکس‌ها و حرف‌های نادیا عبدالله عکاس جوان یمنی است؛ که نادیا با عکاسی و حضورش در این میان به نماد انقلاب یمن تبدیل شده بود.